# Cosmesthes lineaticollis
Cosmesthes lineaticollis är en skalbaggsart som beskrevs av Ernst Gustav Kraatz 1880. Cosmesthes lineaticollis ingår i släktet Cosmesthes och familjen Cetoniidae. Inga underarter finns listade i Catalogue of Life.